# Перфектният петък
„Перфектният петък“ (на английски: Perfect Friday) е британска криминална комедия на режисьора Питър Хол, излиза на екран през 1970 година.

## Сюжет
Мистър Греъм e помощник банков мениджър, който работи в Уест Енд в Лондон. Той е недоволен от скучния си живот, запознава се с лейди Брит Дорсет, разточителна аристократка. Те измислят план, заедно със съпруга й лорд Никълъс Дорсет, да откраднат 300 000 британски лири от банката. Планът е обирът да бъде осъществен в деня, в който мениджърът отсъства, за да играе голф. Лорд Дорсет трябва да се представи за банков инспектор, и да размени истинските с фалшиви пари, и да ги постави в сейфа на Лейди Брит, откъдето тя да ги изтегли.
Схемата почти се проваля, когато ненадейно пристига истински инспектор. При втория опит всичко минава по план, лейди Дорсет взима парите, но не се явява за планираното разделяне на плячката. Греъм и лорд Дорсет осъзнават, че са били измамени. Неустрашими, те започват да планират нов грабеж за следващата година.

## В ролите
| Актьор         | Роля                      |
| -------------- | ------------------------- |
| Урсула Андрес  | Лейди Брит Дорсет         |
| Стенли Бейкър  | мистър Греъм              |
| Дейвид Уорнър  | Лорд Николас (Ник) Дорсет |
| Петиънс Колиър | Нани                      |
| Т. П. Маккена  | Смит                      |
| Дейвид Уолър   | Уилямс                    |
| Джоан Бенъм    | мис Уелс                  |
| Джулиан Орчард | Томпсън                   |